# Takeshi Motoyoshi
Takeshi Motoyoshi (jap. 本吉 剛, Motoyoshi Takeshi; * 26. Juli 1967 in Yokohama) ist ein ehemaliger japanischer Fußballspieler.

## Karriere

### Verein
Motoyoshi spielte in der Jugend für die Chūō-Universität. Er begann seine Karriere bei Fujita Industries, wo er von 1990 bis 1991 spielte. Danach spielte er bei Urawa Red Diamonds (1991–1994), Otsuka Pharmaceutical (1995–1996) und Tokyo Gas (1997–1998). 1998 beendete er seine Spielerkarriere.

### Nationalmannschaft
Motoyoshi wurde 1988 in den Kader der japanischen B-Fußballnationalmannschaft berufen und kam bei der Asienmeisterschaft 1988 zum Einsatz.